# فیدیپیدس

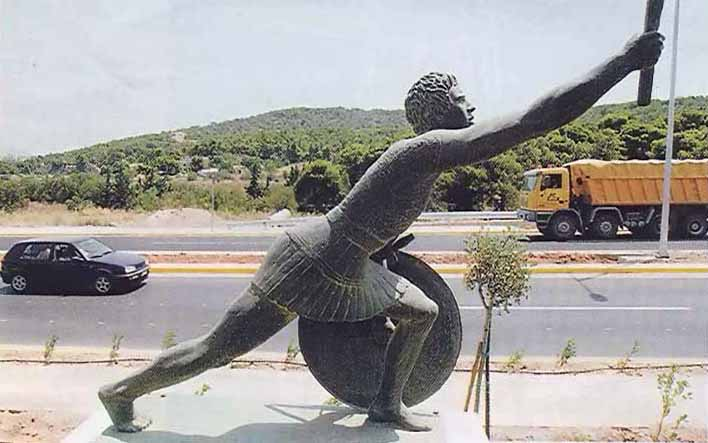
مجسمهٔ فیدیپیدس در کنارهٔ جادهٔ ماراتن

فیدیپیدس (به یونانی: Φειδιππίδης) (۵ قرن پیش از میلاد) سرباز و دونده‌ای یونانی بود که فاصلهٔ ۱۵۰ مایلی بین آتن و اسپارت را در طول دو روز دوید تا از اسپارتیان، پیش از شروع نبرد ماراتن بین دو امپراتوری هخامنشی و یونان در ۴۹۰ سال پیش از میلاد، برای مقابله با سپاه ایران درخواست یاری نماید. همچنین بر اساس افسانه‌ها او را همان کسی می‌دانند که فاصلهٔ ماراتن تا آتن را بدون توقف دوید تا خبر پیروزی یونانیان در جنگ را به آنها برساند و پس از اعلام این خبر بر اثر خستگی زیاد جان باخت.